# Kodak Retinette

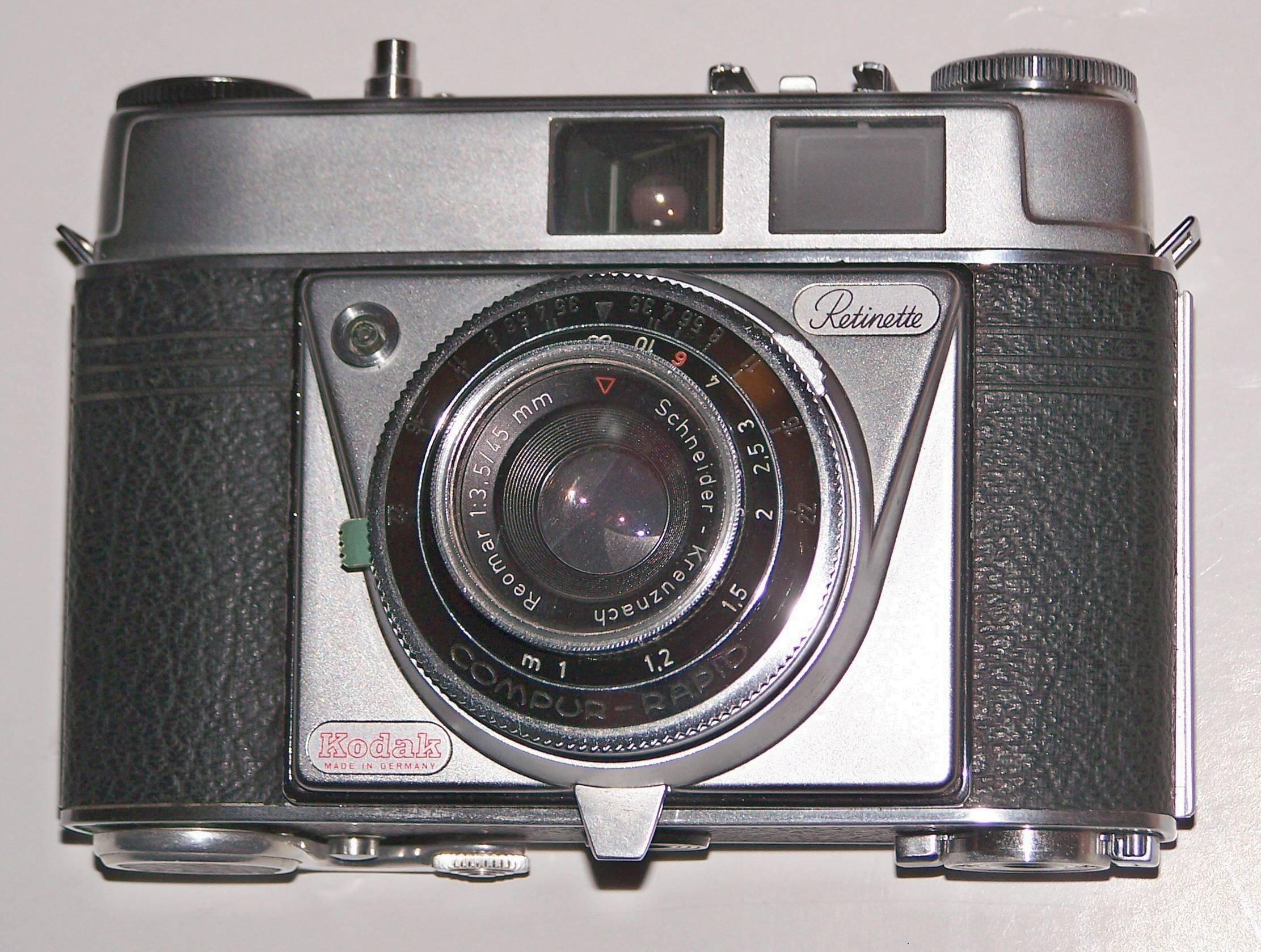
Retinette Modell 030 (1958)

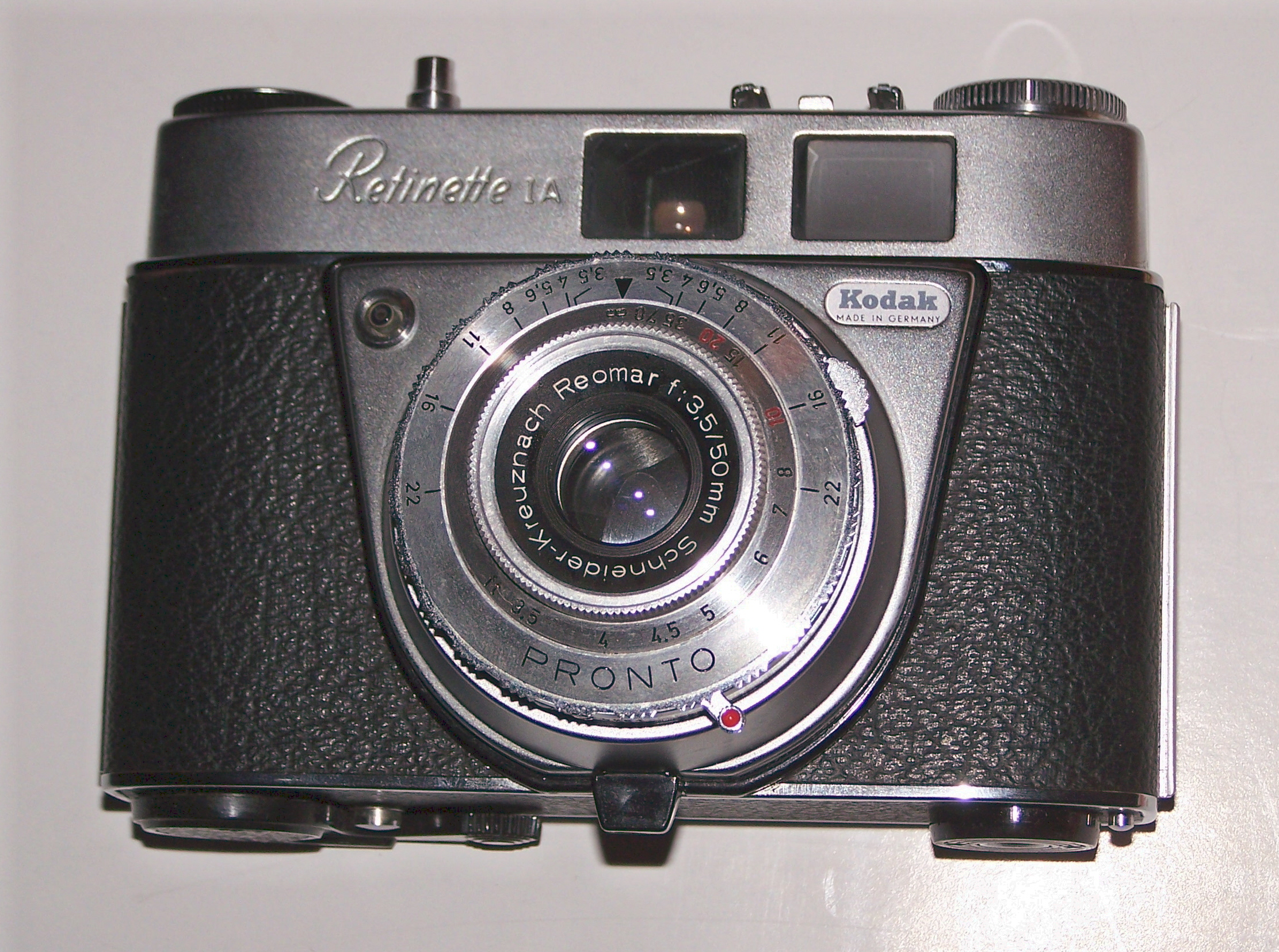
Retinette IA mit Prontor Verschluss

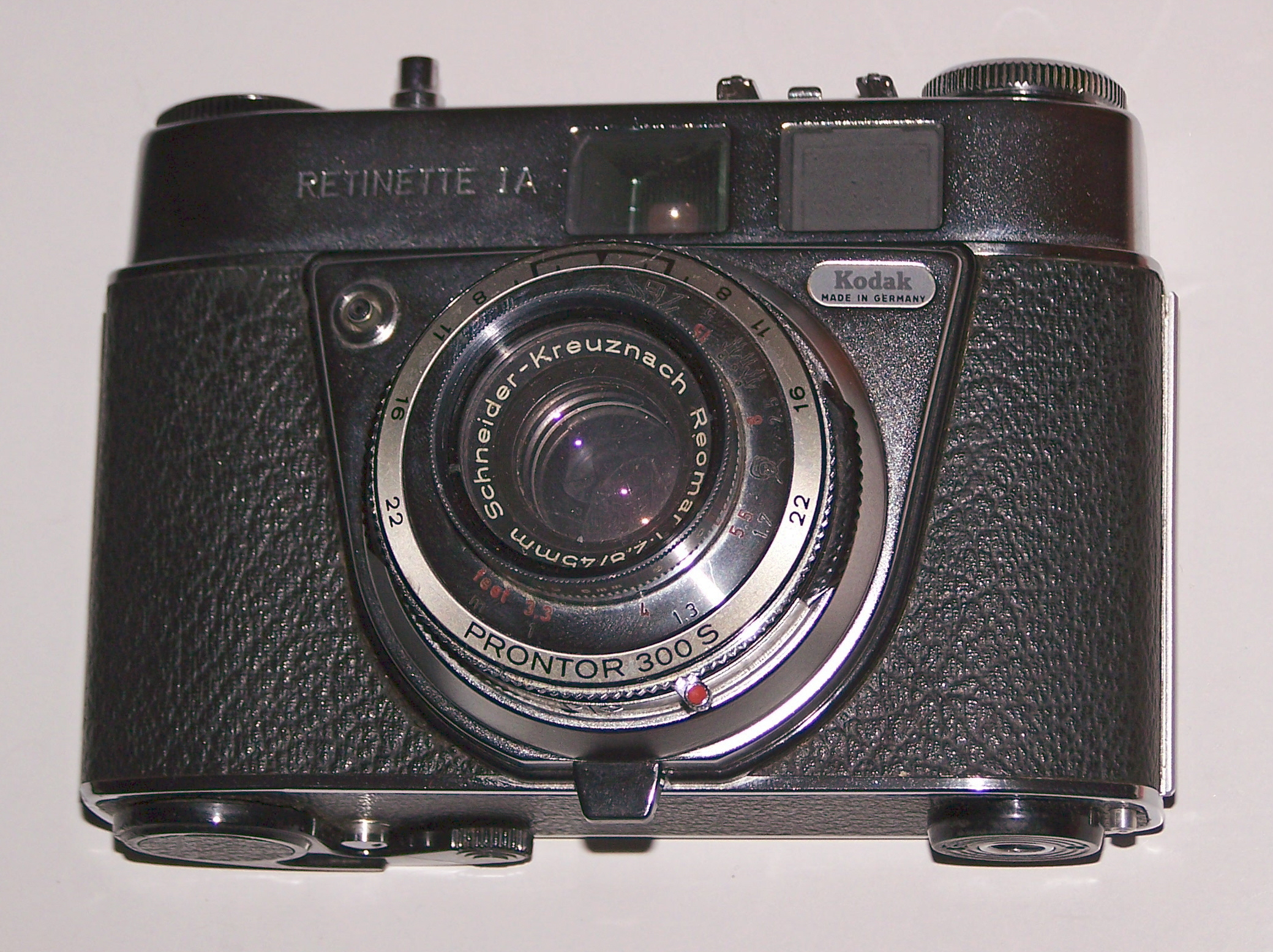
Retinette IA mit Prontor 300 S Verschluss

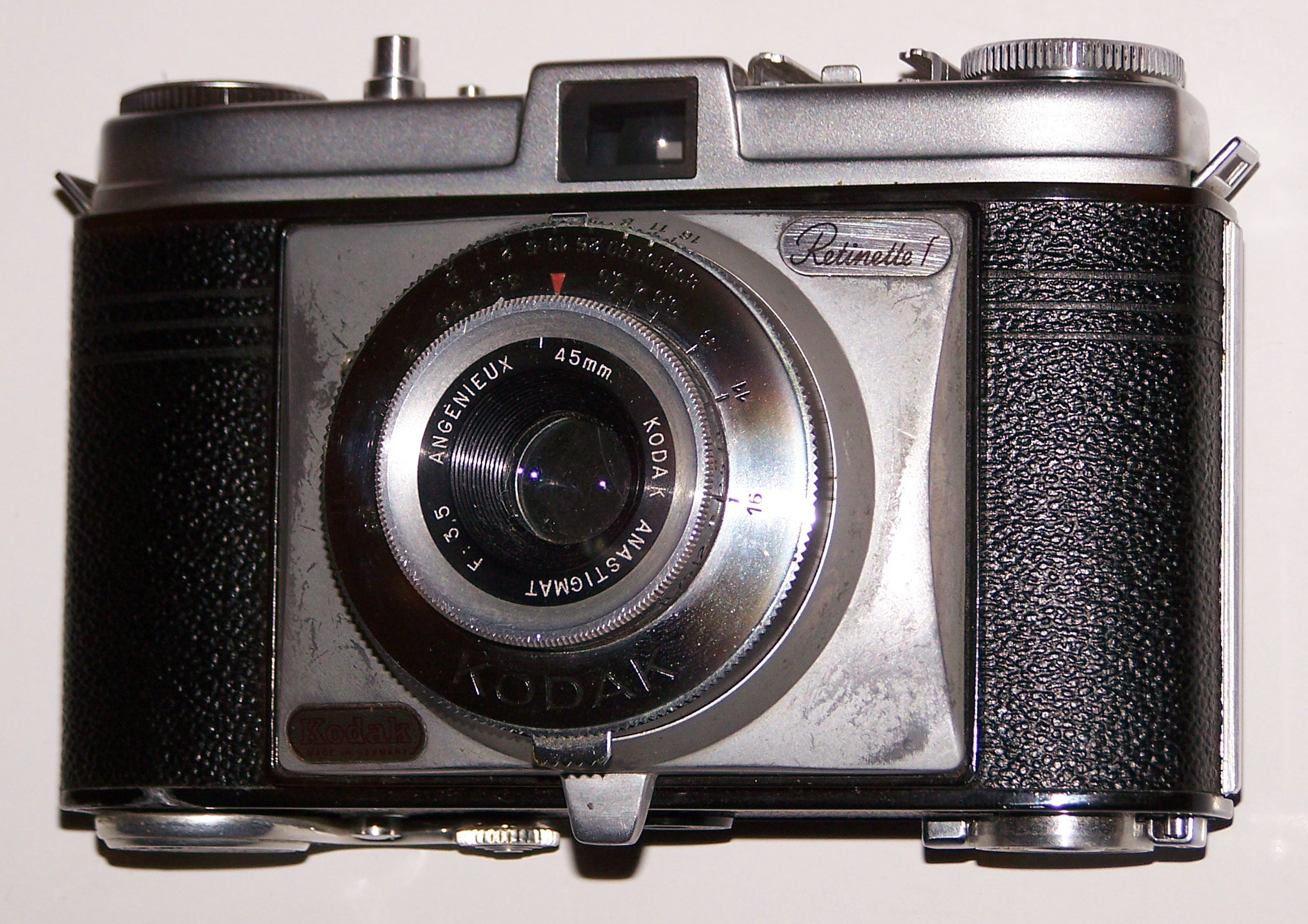
Kodak Retinette Model 022 French Edition (Retinette f)

Kodak Retinette hieß eine 1939 begonnene Serie von Fotoapparaten von Kodak, die als preiswertere Linie neben der Serie Kodak Retina hergestellt wurde. Die Objektive stammten von Schneider Kreuznach und waren dreilinsig.